# Animbiigoo Zaagi'igan Anishinaabek
Chippewa of Lake Nipegon (Animbiigoo Zaagi'igan Anishinaabek), ime za skupinu Chippewa Indijanaca sjeverno od jezera Superior u blizini jezera Nipegon u kanadskoj provinciji Ontario. Nekada su se službeno vodili pod imenom Chippewa of Lake Nipegon. Chippewe to jezero nazivaju Animbiigoong  'at continuous water'  ili  'at waters that extends [over the horizon],'  a nazivano je i Lake St Ann ili Winnimpig.
Prema Hodgeu bilo ih je 426 (1884) i 518 (1901). Denonville (1687) ih (u Margry, 1886) naziva Allenemipigons. Ovi Chippewe danas sebe nazivaju Animbiigoo Zaagi'igan Anishinaabek ili Lake Nipigon Ojibway First Nation, i žive na rezervatu Lake Nipigon Reserve. Povijesno su vezani uz bandu Red Rock ili Lake Helen First Nation.